# Сержант лёгкой кавалерии (картина)
«Сержант лёгкой кавалерии» (англ. A sergeant of the Light Horse) — картина австралийского художника Джорджа Вашингтона Ламберта, написанная в 1920 году. Находится в коллекции Национальной галереи Виктории в Мельбурне. На полотне изображён австралийский солдат в Палестине во время Первой мировой войны.

## Описание
Натурщиком для портрета был Томас Генри Айверс, сержант 1-го сигнального эскадрона австралийской лёгкой кавалерии. Ламберт встретил Айверса, картографа, в Дамаске в 1919 году, и позже Айверс получил разрешение помогать Ламберту в Лондоне. Портрет был написан в студии Ламберта в Кенсингтоне (Лондон).
Составляя полотно, Ламберт намеренно стремился «создать новую модель военного портрета», избегая героического и лихого всадника на коне. Картина должна была изображать типичного австралийского лёгкого кавалериста, которые были в основном мужчины с ферм, молочных заводов и садов, собранные по всей Австралии. Военный корреспондент Генри Гуллетт писал о всадниках австралийской лёгкой кавалерии: «В той мере, в какой сформировался их особый тип, это … молодые люди с длинными конечностями и чертами лица, лишённые плоти, лёгкие и почти уставшие в осанке … Он держится скромно … Войлочная шляпа с напуском, рубашка с закатанными до локтей рукавами, длинные брюки».
В описании картины на выставке работ Ламберта в 2007 году говорилось, что «Ламберт придал этому военнослужащему чувственность благодаря своей резкой передаче плоти и мускулатуры, а также в том, как он изобразил тугую шею и жилистые руки». Ганс Хейзен заметил: «Чувственная манера, с которой нарисованы глаза, и выражение этой чувствительности вокруг рта поистине прекрасны».
На портретную палитру и другие особенности, такие как взгляд вниз и тонкая шея, повлияла оценка художником работ Боттичелли.

## История
Портрет был приобретён для Национальной галереи Виктории в 1921 году по совету её директора Бернарда Холла. С тех пор картина остаётся частью австралийской коллекции Национальной галереи. В 2015 году полотно было частью выставки Национальной галереи Виктории «Следуй за флагом», приуроченной к столетию Дня АНЗАК.
В 1974 году в Австралии была выпущена почтовая марка с изображением картины.